# Antonin Servière
Antonin Servière, né en 1977 est un compositeur, enseignant et musicien français.

## Biographie
Après une formation de saxophoniste au Conservatoire national supérieur de musique de Paris où il obtient un diplôme de formation supérieure de saxophone en 2004, il étudie la musicologie à la Sorbonne, puis la composition. En 2007, il obtient un doctorat de musicologie avec la thèse L’Œuvre symphonique de Jean Sibelius (1865-1957) : Essai de caractérisation stylistique Paris, 2007. 
De 2007 au 2010 il est chercheur en musicologie à la Haute École de musique de Genève, où il obtient également en 2010 un bachelor de composition. Il collabore ainsi en 2009-2011 au programme de recherche Musicologie des Techniques de Composition Contemporaine (MuTeC). 
Comme compositeur de musique classique contemporaine, il s'intéresse aux expressions sonores de sujets historiques. Ainsi, en 2011-2012 il participe à la composition d'une dramatisation musicale de la Divine Comédie de Dante, projet international du Ulysses Network dans le cadre de la Fondation San Fedele à Milan. En 2012, il compose un opéra de chambre (inachevé, sur un livret de Pierre Kuentz), inspiré sur l'impératrice romaine Galla Placidia, créé à l'Abbaye de Royaumont.
Le 23 avril 2013, il est l'un des compositeurs de Paris dont la musique est jouée en Finlande par l'Uusinta Ensemble dans le cadre d’Echos de Paris - Works by Parisian composers et le 10 avril 2014, le même ensemble finlandais interprète une autre pièce de Servière, radiodiffusé par le Finnish Radio Broadcasting Company.
En octobre 2013, il est finaliste du concours de la Fondation San Fedele avec Aquaeductio, radiodiffusé par la radio autrichienne Ö1 et en 2015 finaliste du Prix Feeding music à Milan avec Procrastinatio.
En juillet 2015, au 17e Congrès mondial du saxophone Saxopen à Strasbourg  sa Sonate pour saxophone alto et piano est exécutée par les musiciens portugais Carlos Canhoto et Yan Mikirtoumov, de même que Secret Procession, joué par le saxophoniste finlandais Joonatan Rautiola,.
En 2017 il est lauréat du 8e Forum International des Jeunes Compositeurs avec la partition Le Songe d'Honoria, exécuté par l'Ensemble Aleph à Paris. Cette partition est également sélectionnée par le MotoContrario ensemble à Trente pour Call for Scores 2018.
En août 2018, il enregistre une création mondiale Utinam à Radio France.
En juin 2021, il fonde l'ensemble Inicia à Nice avec deux autres compositeurs.
Ses œuvres ont été interprétées par le Nouvel Ensemble Moderne (Montréal), l’ensemble Contrechamps (Genève), le chœur Les Cris de Paris, l’Orchestre national de Lorraine (Centre Acanthes, sessions 2010 et 2011), l’ensemble Zagros (Helsinki), ou encore l’Ensemble Proton Bern (de) (Berne).

## Œuvres

### Pièces solos
- Twenty Minutes Of Love, pour percussion et dispositif vidéo (2015), op. 33 (11 min)
- Le Jour où la Nuit…, pour percussions et bande (2012), op. 9b (5 min)
- Bagatelle sans altérité, pour piano (2010), op. 15 (3 min)
- Moment d'hiver…, pour harpe seule (2007), op. 7a (6 min)
- … et moment d'infini, pour harpe seule (2012), op. 7b (3 min)
- Motum, pour violoncelle seul (2006), op. 4 (9 min)

### Musique de chambre
- Timing, pour saxophone alto, piano, percussion et contrebasse (2016-2017), op. 35 (37 min)
- Quiproquos, 3 pièces pédagogiques pour saxophone et accompagnement (2016), op. 36 (7 min)
- Lampedusa, duo pour flûte et harpe (2015-2017), op. 33b (9 min)
- Le Songe d'Honoria, pour 7 instruments (2012, rev 2016), op. 27 (8 min)
- Velociter, miniature pour quintette (2015), op. 31 (2 min 30 s)
- Procrastinations, pour 6 instruments (2015), op. 29 (13 min)
- Ob…, trio pour piano, violon, violoncelle (2014), op. 26b (13 min)
- E io tremava ne l'etterno rezzo, pour quatuor à cordes (2012), op. 19 (6 min)
- Sonata for alto saxophone and piano (2011, rev 2016-2017), op. 18 (20 min)
- Le Rythme des Autres, pour 7 instruments et électronique (2010), op. 12 (16 min)
- Inconstances, duo pour hautbois et clavecin (2010), op. 16 (8 min)
- D'après "Dans la nuit", pour quintette (2009), op. 10b (11 min)
- Non nova sed nove, pour quatuor de saxophones (2006, rev. 2009), op. 6 (14 min)
- Car je croyais (…), pour cor et trio à cordes (2008), op. 11b (13 min)
- Trio pour flûte, alto et harpe (2008), op. 8 (12 min)
- Pseudomorphosis II, quintette pour flûte, clarinette, piano, violon, violoncelle (2005), op. 3 (13 min)
- Pseudomorphosis I, quatuor pour clarinette, percussions, piano, violoncelle (2004), op. 5 (11 min)
- Velle non discitur, sextuor pour quatre saxophones, percussions, piano (2004), op. 2 (16 min)

### Musique d'ensemble
- Kumahdukset, pour ensemble de neuf instruments (2014), op. 26a (13 min)
- Aquaeductio, pour ensemble de quatorze instruments (2013), op. 25 (10 min)[18]
- Déclinaison, pour ensemble de neuf instruments (2013), op. 24 (17 min)
- Postscaenia, pour trois quatuors (2012), op. 23 (7 min)
- Hi paludes pro civitatibus habent, pour huit instruments (2012), op. 22 (11 min)
- Le Mur et le Fleuve, pour ensemble de deux quintettes (2011), op. 17 (11 min)

### Musique d'orchestre
- Facettes, pour orchestre (2016), op. 34 (17 min)
- Wacharme!, miniature pour orchestre d'harmonie (2014), op. 28 (2 min)
- Cinq Esquisses, orchestration de l'op. 114 de Jean Sibelius (2012), op. 23b (10 min)
- Migratio II, pour orchestre à cordes (2012), op. 20 (4 min)
- Exo(r)de, pour grand orchestre (2011), op. 13b (6 min)
- Dans la nuit, pour petit orchestre (2008), op. 10a (10 min)

### Musique vocale et pour la scène
- Galla Placidia, opéra de chambre pour trois voix et cinq instrumentistes (2012), op. 21 (25 min)
- Barbaricum atque immane gemunt, pour six voix d'hommes et percussions (2010), op. 14 (7 min)

### Musique avec électronique
- Le Jour où la Nuit, pour percussions et bande électroacoustique (2012), op. 9b (5 min)
- Car je croyais ouïr de ces bruits prophétiques…, pour cor et électronique (2008-2009), op. 11a (13 min)
- Étude pour deux métaux et une peau, pour bande électroacoustique (2008), op. 9a (10 min)

### Musicologie
- Antonin Servière, « Aspects stylistiques de l'harmonie sibélienne : l'exemple de l'accord de septième mineure et quinte diminuée et ses liens avec l'harmonisation modale », Musurgia, vol. XV, nos 1-2-3,‎ 2008, p. 107 à 118 (DOI 10.3917/musur.081.0107, lire en ligne)
- Antonin Servière (préf. Eero Tarasti), Jean Sibelius : le style dans l'œuvre symphonique, Delatour France, 2011 (ISBN 9782752100924)
- Antonin Servière, « Processus de composition et artisanat : L’exemple de Trei II (1983) de Michael Jarrell », Dissonnance / Dissonanz, Zürich, no 120,‎ 2012, p. 36-51 (lire en ligne)  (copie sur ETH Zürich)
- Antonin Servière, « Une machine de guerre culturelle en Suisse romande" : entretien avec Brice Pauset, nouveau directeur artistique de Contrechamps », Dissonnance / Dissonanz, Zürich, no 121,‎ 2013, p. 4-6 (lire en ligne)
- Antonin Servière, « Par hybridation, par amour du son : les collectifs romands de musiques expérimentales improvisées », Dissonnance / Dissonanz, Zürich, no 123,‎ 2013, p. 29-33 (lire en ligne)